# کارل پیتر تونبرگ
کارل پیتر تونبرگ (انگلیسی: Carl Peter Thunberg؛ ۱۱ نوامبر ۱۷۴۳ – ۸ اوت ۱۸۲۸) یک گیاه‌شناس، سیاح، نویسنده، جانورشناس، و پرنده‌شناس اهل سوئد بود.

## نگارخانه

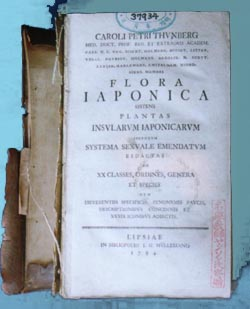
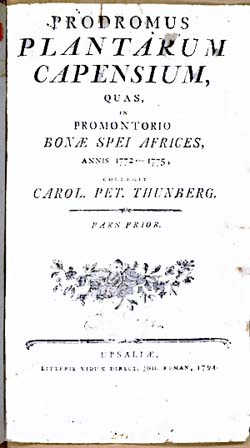